# 核三位一体

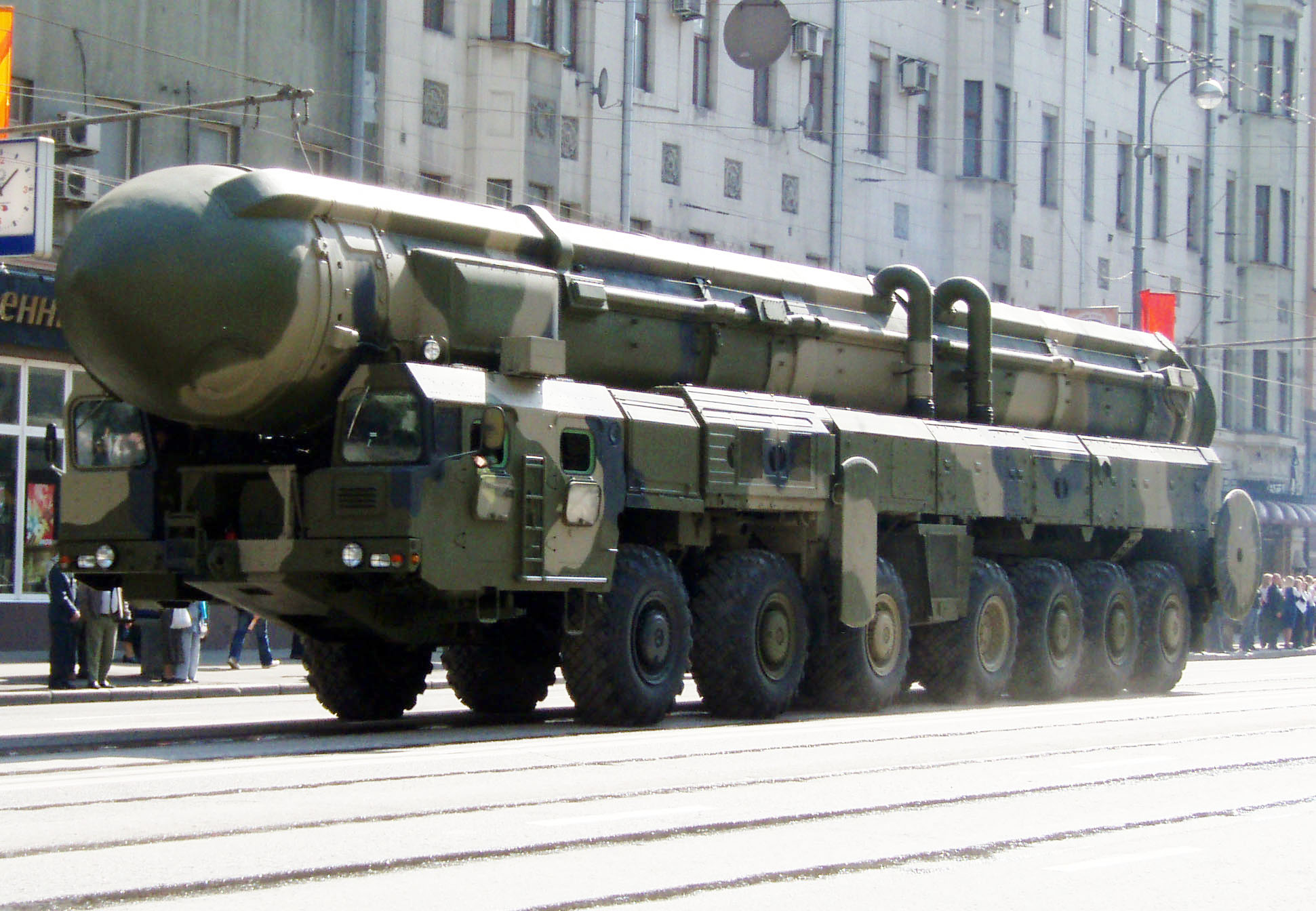
俄羅斯RT2PM白楊洲際彈道飛彈

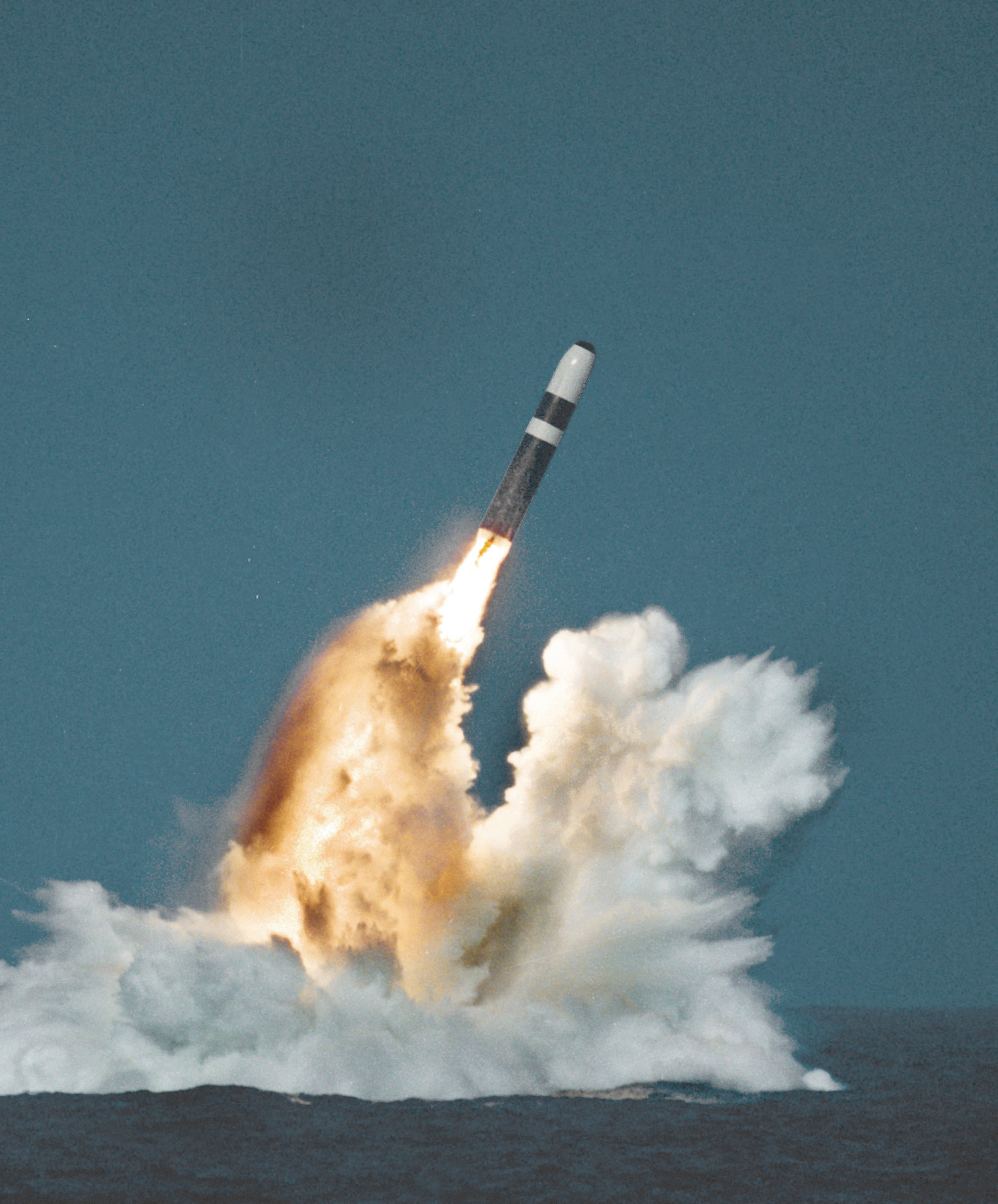
美國三叉戟II型UGM133A潛射彈道飛彈

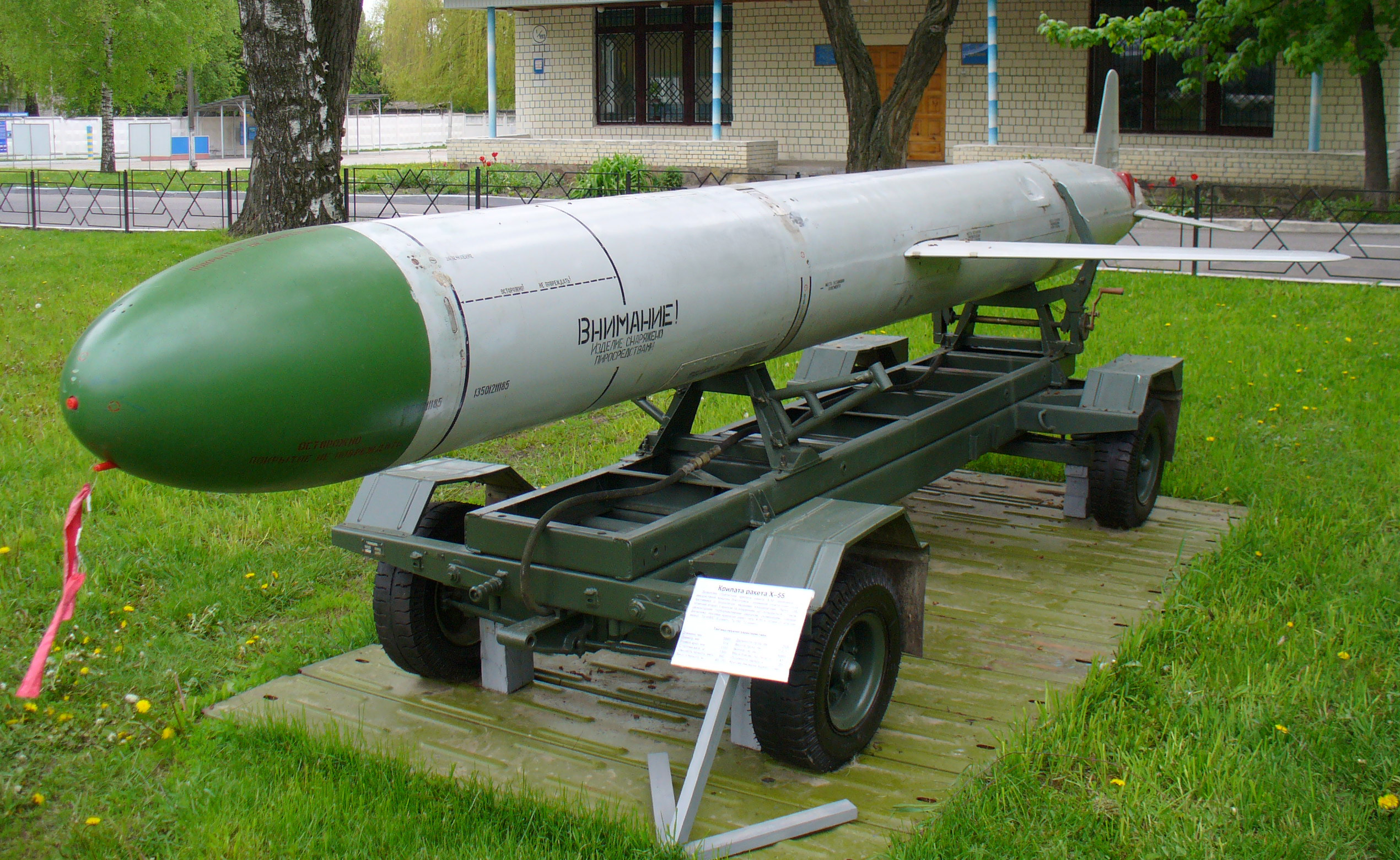
俄羅斯Kh55空射型巡弋飛彈

在核子武器領域內，三位一體指一個國家同時擁有洲際彈道導彈、彈道導彈潛艇和戰略轟炸機三種核子武器打擊方式的能力，即同时具备陆海空三种打击方式的能力。
具體而言，三種武器各具特色，而海基核力量是底牌，但因為是以彈道飛彈潛艇作為主力，不能告知部署狀態以防被發現，維護成本高昂外通訊亦較為遲緩，故外交威懾能力有限，主要是使用在二次核打擊的遭受襲擊後反擊之用，靈活度最差。至於陸基的主要有兩種：火箭基地與導彈車，這些是作為基礎的陸地核力量使用，但因為只能部署在本土或友邦，有射程較遠、夠對方反應的缺點，而且位置多接近交通幹道或建設成城鎮，比較難設防，容易有毀滅風險。所以這裡只有戰略轟炸機角色比較獨特，這種武器可以飛抵敵方邊境，來縮短預警時間同時並進行政治威脅，還能配備戰術核武器等，採用逐級升高的核戰爭手段，並作為唯一可在常規戰爭下搭配使用的戰略裝備，而作為最方便與有效的一種利用工具，被各國軍隊常態部署著。
當一個國家擁有三位一體的核子武器打擊能力的時候，一般被视作於擁有全面性的核子武器威懾能力，因為其具備在遭受敵對國家先发制人的第一次核子武器攻擊後，仍然能够通过多种手段迅速反擊敵對國家的能力。即因为敌对國家无法一次性摧毀这种核三位一體的反制能力，因此其仍将遭受其后的報復性反擊，由此得以建立核威慑。目前只有美國、俄羅斯及中國擁有三位一體核子武器打擊能力。
冷戰時期，法國也曾擁有三位一體的核打击能力，但现已停止使用陸基洲際彈道導彈，故不再保有三位一体。英國過去只擁有空基和海基打擊能力，因為英軍无法在其國內找到遠離民居的合適土地以建立導彈基地。1998年，伴随火神式轰炸机與自由落體原子彈WE.177的一同退役，英国现今僅保留海基打擊能力，以維持最低限度的核威懾。冷戰後核子力量雖然不再如以往般威脅，不過各國共識在此“降溫”的同時，各國對核三位一體的現代化也在積極進行著。

## 現有的核武三位一體國家
美國、俄羅斯及中國為目前世界上擁有完整三位一體核子武器打擊能力的國家。
| 國家   | 洲際彈道導彈（陆基）                                                         | 彈道導彈潛艇（海基）                | 戰略轟炸機（空基） |
| ------ | ---------------------------------------------------------------------------- | ----------------------------------- | --- |
| 美国   | - LGM-30「民兵」洲際彈道飛彈 - LGM-35哨兵洲際彈道飛彈（计划換裝）            | - 俄亥俄级 - 哥倫比亞級（计划換裝） | - B-52「同温层堡壘」戰略轟炸機 - B-1「枪骑兵」戰略轟炸機 - B-2「幽灵」戰略轟炸機 - B-21「突襲者」戰略轟炸機（计划換裝） |
| 俄羅斯 | - RS-24「亞爾斯」洲際彈道飛彈 - RT-2PM白楊飛彈 - R-36洲際彈道飛彈 - 薩爾馬特 | - 北风之神级 - 德爾塔級             | - 圖-95MS「熊」戰略轟炸機 - 圖-22M3「逆火」戰略轟炸機 - 圖-160「海盜旗」戰略轟炸機 - PAK-DA戰略轟炸機（计划換裝）       |
| 中国   | - 東風-5丙型洲際彈道飛彈 - 東風-31甲改型洲際彈道飛彈 - 東風-41型洲際彈道飛彈 | - 094型 - 092型 - 032型             | - 轟-6K/N「战神」战略轰炸机 - 轟-20戰略轟炸機（计划換裝）                                                               |

## 過去的核武三位一體國家
冷戰時期，法國擁有海、陸、空核打擊能力，也是世界上第四個擁有三位一體核打擊能力的國家。冷戰結束後，法國開始縮減核武規模，核武佔國防預算由四成減至兩成。同時，停止使用陸基洲際彈道導彈，關閉核試驗場，並把彈道導彈核潛艇的數目由5艘減到4艘。現時，法國擁有4艘凱旋級核潛艇和蘇弗朗級潛艦及幾十枚中程空對地飛彈。空基核力量方面，23架幻影2000N及20架陣風戰鬥機配備了中程空對地飛彈ALCM。24架陣風M及幻影2000N K3配備了超音速核子巡航導彈ASMP-A，射程約300公里。2015年2月，法國總統弗朗索瓦·奥朗德表示：「法國擁有54枚ASMP-A導彈」，這是法國首次公開核武的數量。

## 有潛力成為擁有核三位一體的國家
- 以色列可能擁有核三位一體打擊能力 ，但以色列政府未有承認或否認有關說法。
- 印度不是一个公认的核三位一体国家，但是其国内民众广泛自认為印度具有“所谓的核三位一体打擊能力”。因該國拥有陆基烈火系列飞弹、可自殲敵者號核潛艇上潜射的K-15彈道導彈。儘管缺乏真正的战略轰炸机，其Su-30MKI戰鬥機仍可發射攜帶核彈頭的布拉莫斯导弹，有限的充當此角色。